# Lucy Gordon
Lucy Gordon (Oxford, 1980 - París, 2009) era una actriu britànica. Va actuar en pel·lícules de cinema com Serendipity (2001), o Les Poupées russes (2005, la segona part d'Una casa de bojos). El maig de 2009, tot just després de rodar Gainsbourg, vie héroïque (estrena l'any 2010), a la qual feia de Jane Birkin, es va llevar la vida.

## Biografia
Lucy Gordon va nàixer a Oxford d'un pare ensenyant de francès i d'una mare infermera. Amb la majoria d'edat, es trasllada a Nova York per exercir l'ofici de maniquí, després d'haver estat descoberta per una agència quatre anys abans.
Esdevé l'egèria de la marca Dior, pel perfum Eau Dior (2000). Comença la seva carrera cinematogràfica l'any 2001 en Perfume, un drama que et submergeix durant una setmana en el món de la moda, a prop dels maniquís, fotògrafs i periodistes. El mateix any, l'actriu britànica apareix en la comèdia romàntica Un amor a Nova York.
Més tard, en Les Nines russes de Cédric Klapisch, el seu personatge té un curt idil·li amb l'interpretat per Romain Duris, un escriptor encarregat d'escriure la seva biografia. S'uneix el 2007 al repartiment de la superproducció de Sam Raimi, Spider-Man 3 entrant en la pell d'una periodista de TV.
Igualment li confien el paper de Jane Birkin en Gainsbourg, vida heroica, una pel·lícula biogràfica consagrada al cantant francès Joann Sfar. Aquesta pel·lícula li és dedicada.
Després d'haver-se assabentat del suïcidi d'un dels seus amics, decideix, dos dies abans del seu vint-i- novè aniversari, el vespre del 20 de maig de 2009, posar fi als seus dies en el seu pis parisenc, que compartia amb el seu company Jérôme Alméras, deixant dos correus, un dels quals és el seu testament. Ha llegat els seus béns a J. Alméras, alguns amics, els seus pares i la seva germana.

## FIlmografia
- 2001: Perfume de Michael Rymer i Hunter Carson: fa el personatge de Sarah
- 2001: Serendipity: fa de Caroline Mitchell
- 2002: Les quatre plomes (The Four Feathers) de Shekhar Kapur: Isabelle
- 2005: Les Poupées russes de Cédric Klapisch: Celia Shelton
- 2007: Serial de Kevin Arbouet i Larry Strong: Sadie Grady
- 2007: Spider-Man 3 de Sam Raimi: Jennifer Dugan
- 2008: Frost de Steve Clark: Kate Hardwick
- 2008: Brief Interviews with Hideous Men de John Krasinski: Hitchhiker
- 2009: Cinéman de Yann Moix: Viviane Cook
- 2010: Gainsbourg, vie héroïque de Joann Sfar: Jane Birkin